# Catedral de Cristo Salvador
A Catedral de Cristo Salvador (em russo: Хра́м Христа́ Спаси́теля) é um templo da Igreja Ortodoxa Russa situado na cidade de Moscou, na margem norte do rio Moscou, algumas centenas de metros a sudoeste do Kremlin. Com uma altura total de 103 metros, é a segunda igreja cristã ortodoxa mais alta do mundo, depois da Catedral da Salvação do Povo de Bucareste, Romênia. Destacam-se as suas cinco cúpulas douradas.
Esta catedral disputa com a Catedral de São Basílio o título de "principal da cidade de Moscou", pois as principais solenidades da Igreja Ortodoxa Russa, são ali celebradas.
A catedral Cristo Salvador é considerada um ícone do renascimento cristão ortodoxo na Rússia. Ela é um marco na cidade, não apenas por sua grande beleza, mas também por sua história que tem início no século XIX quando, após a vitória do exército russo sobre as forças napoleônicas, o então czar russo Alexandre I decidiu construir uma catedral em honra de seus soldados mortos.
No livro O Homem que Amava os Cachorros, Leonardo Padura descreve alguns dados da catedral, sendo a maior edificação sacra da cidade, com noventa metros de altura, paredes cobertas de granito finlandês, placas de mármore de Altai e Podole, com sua cúpula iluminada por lâminas de bronze, cruz principal de dez metros de altura, quatro torres que abrigavam catorze sinos, sobressai o sino gigantesco de 24 toneladas, que causava inveja em todos fiéis da Europa. Templo foi benzido em 1883 diante de 20 mil pessoas.
Em 2018, foi relatado que as fundações do templo estavam afundando e era necessária uma campanha maciça de apoio e reconstrução.

## História
A catedral foi inaugurada no dia 26 de maio de 1883, com a realização da coroação do imperador Alexandre III.

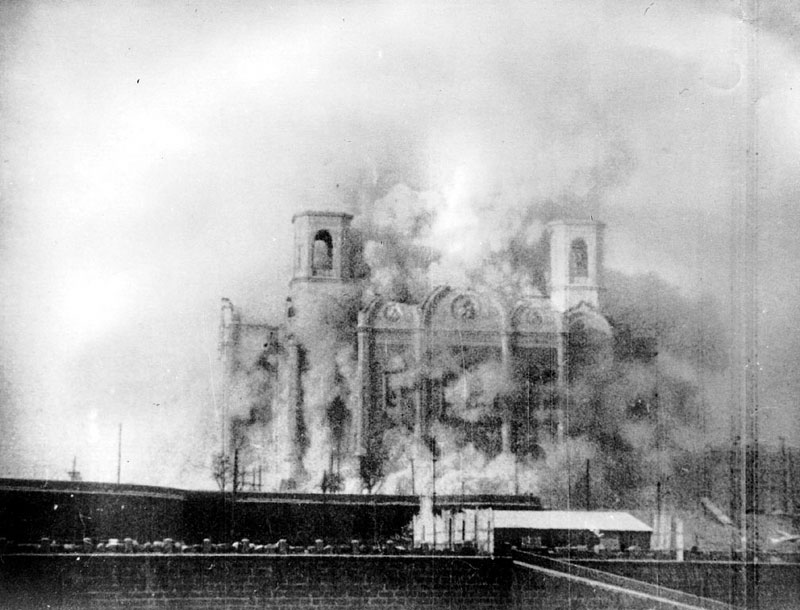
Dinamitação da catedral em 1931

Durante a vigência do comunismo a igreja foi dinamitada em 1931 pois ela era considerada um símbolo do Império Czarista. Os comunistas planejavam construir no mesmo terreno o Palácio dos Sovietes. Esse palácio deveria ter uma torre de 400 metros de altura e no topo dessa torre uma estátua de 98 metros de Lênin. Mas, devido a dificuldades técnicas a época, o projeto nunca pode ser construído. Porém, foi decidida a não construção e no buraco restante entre 1958 e 1960 foi construída uma enorme piscina pública, a Piscina Moskva, que funcionou até 1994.
Nos anos 90, após a queda da URSS, o Patriarcado de Moscou instaurou um movimento público para a reconstrução da catedral. Após muita luta do patriarcado, com apoio da sociedade civil, o governo pós-comunismo apoiou a ideia. A catedral foi reinaugurada em 2000, no governo de Vladimir Putin, e é praticamente idêntica à catedral original.[carece de fontes?]
Os melhores pintores da Academia de Belas Artes da Rússia contribuíram na sua pintura. Já seus belos ícones foram pintados por monges ortodoxos.[carece de fontes?]

### Eventos significativos
Em 2000, a catedral foi o local da Canonização dos Romanovs quando o último Czar Nicolau II e sua família foram glorificados como santos. Em 17 de maio de 2007, foi assinado ali o ato de comunhão canônica entre o Patriarcado de Moscou da Igreja Ortodoxa Russa e a Igreja Ortodoxa Russa fora da Rússia. O ROCOR estava separado desde a década de 1920. A restauração completa da comunhão com o Patriarcado de Moscou foi celebrada por uma Divina Liturgia, na qual o Patriarca de Moscou e Toda a Rússia, Alexius II e o Primeiro Hierarca do ROCOR, Metropolita Laurus, concelebraram a Divina Liturgia pela primeira vez na história.
O primeiro presidente russo Boris Iéltsin, que morreu de insuficiência cardíaca em 23 de abril de 2007, estava na catedral antes de seu enterro no cemitério Novodevichy.
Em 2009, a catedral foi visitada pelo Metropolita Jonah (Paffhausen), ex-primaz da Igreja Ortodoxa na América, que celebrou a Liturgia com o Patriarca Kirill I. O Metropolita Jonah descreveu o evento mais tarde, dizendo que, mesmo com uma congregação de aproximadamente 2.500, a vasta a igreja estava apenas pela metade. Cerca de 16 bispos assistiram à ordenação de um novo bispo naquele dia.
O grupo russo feminista de punk rock, Pussy Riot, realizou uma performance de guerrilha na catedral, em fevereiro de 2012, em protesto contra o apoio da Igreja Ortodoxa Russa a Vladimir Putin. Três membras foram presas por vandalismo.

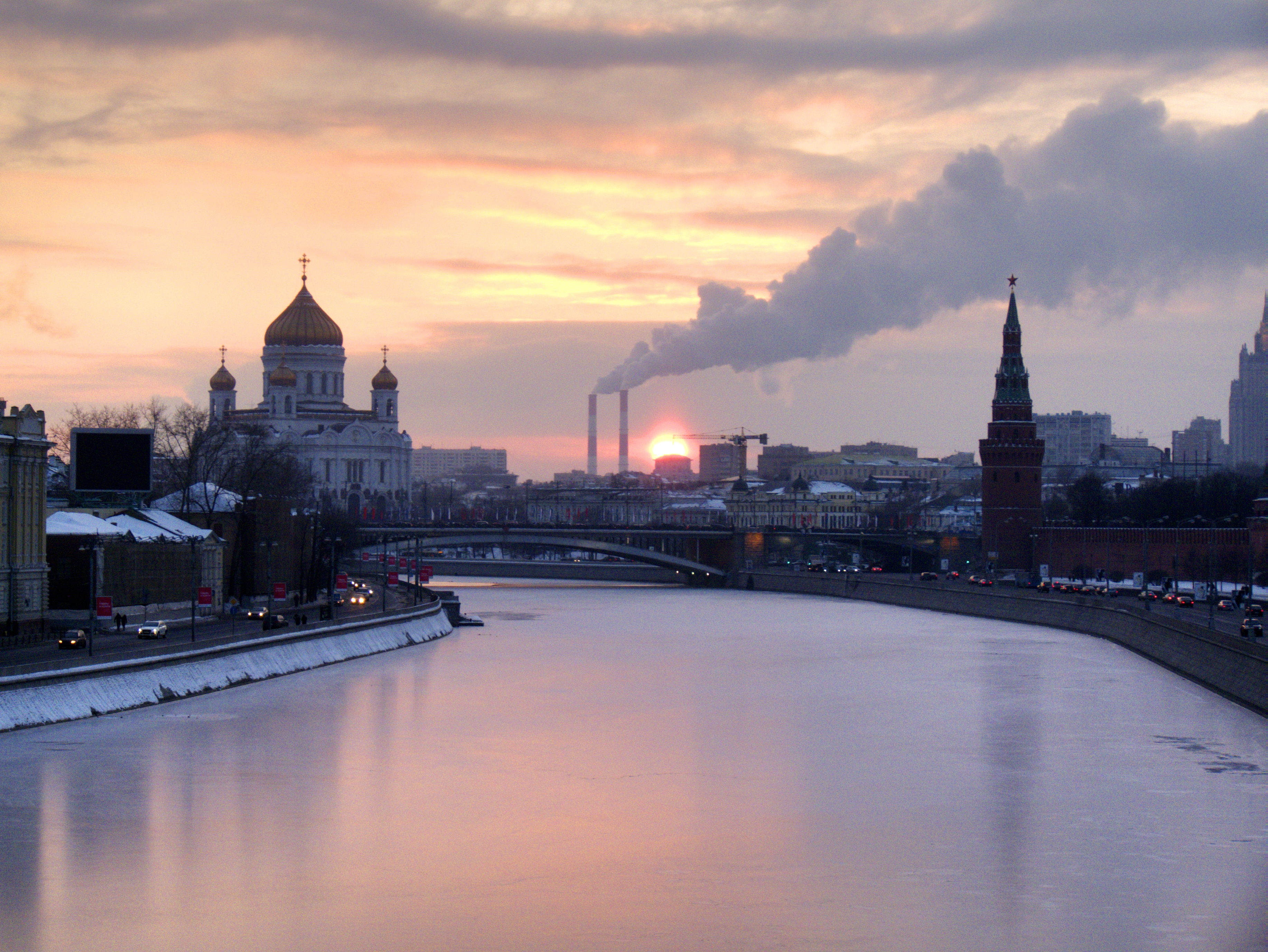
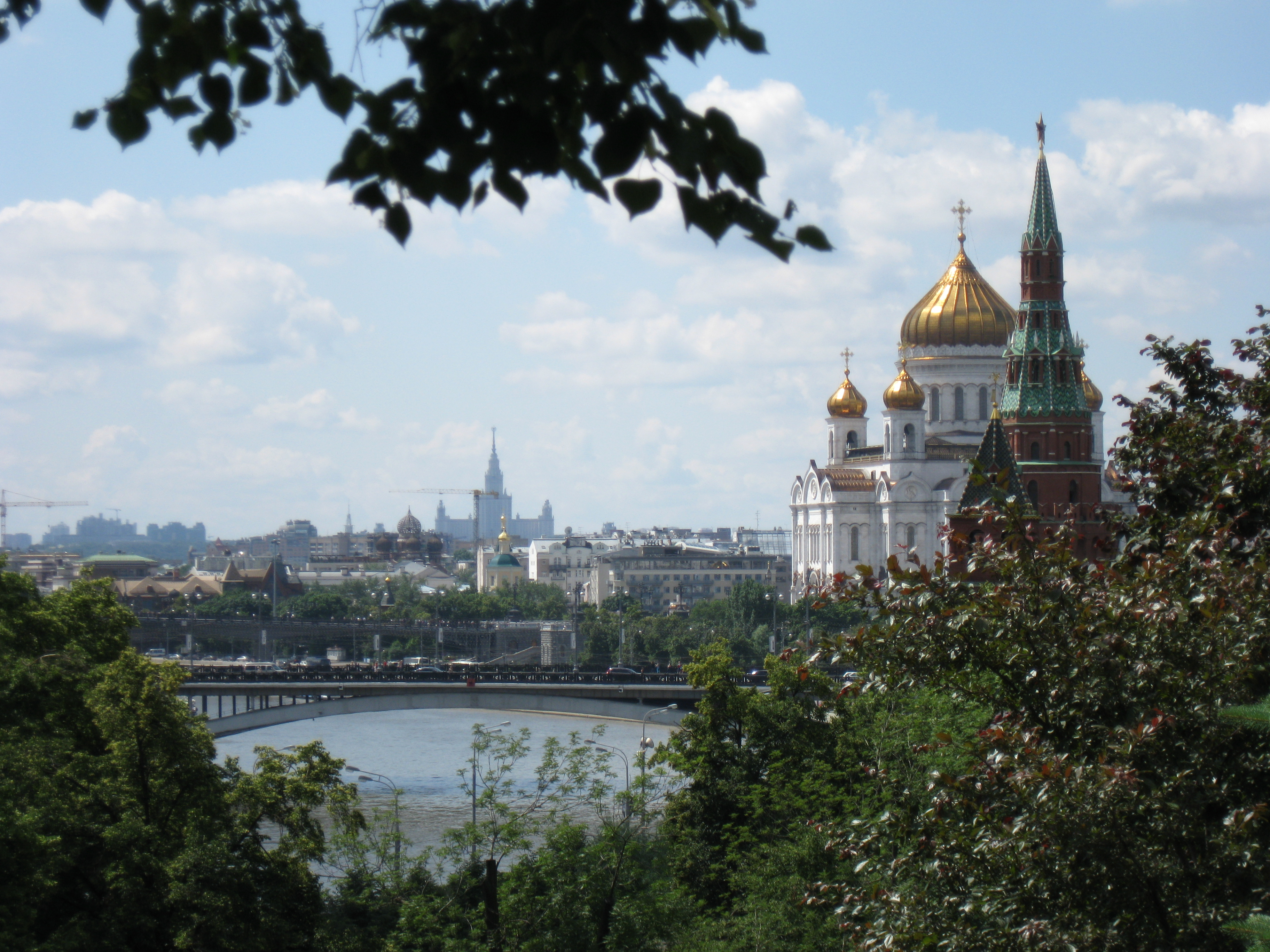
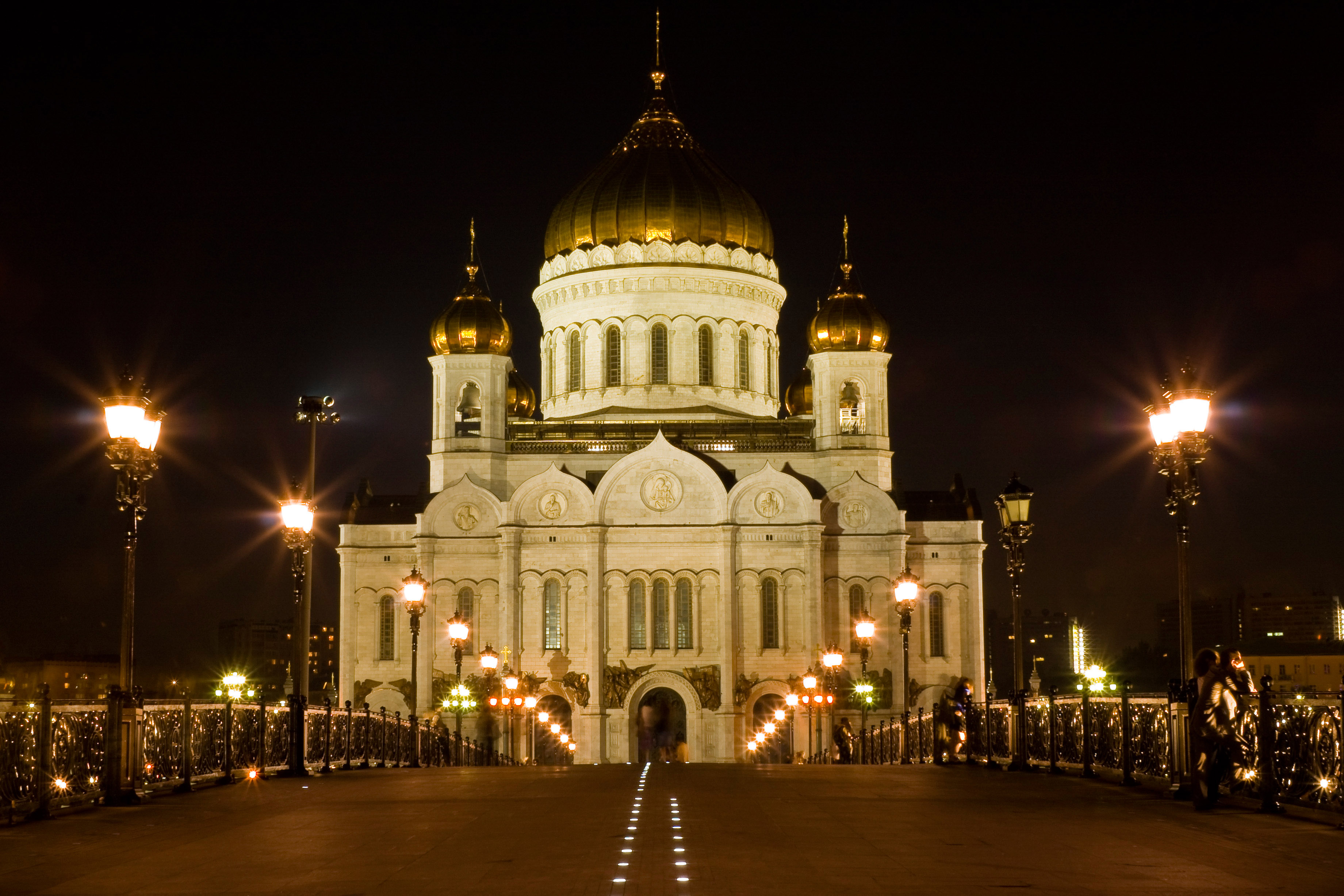
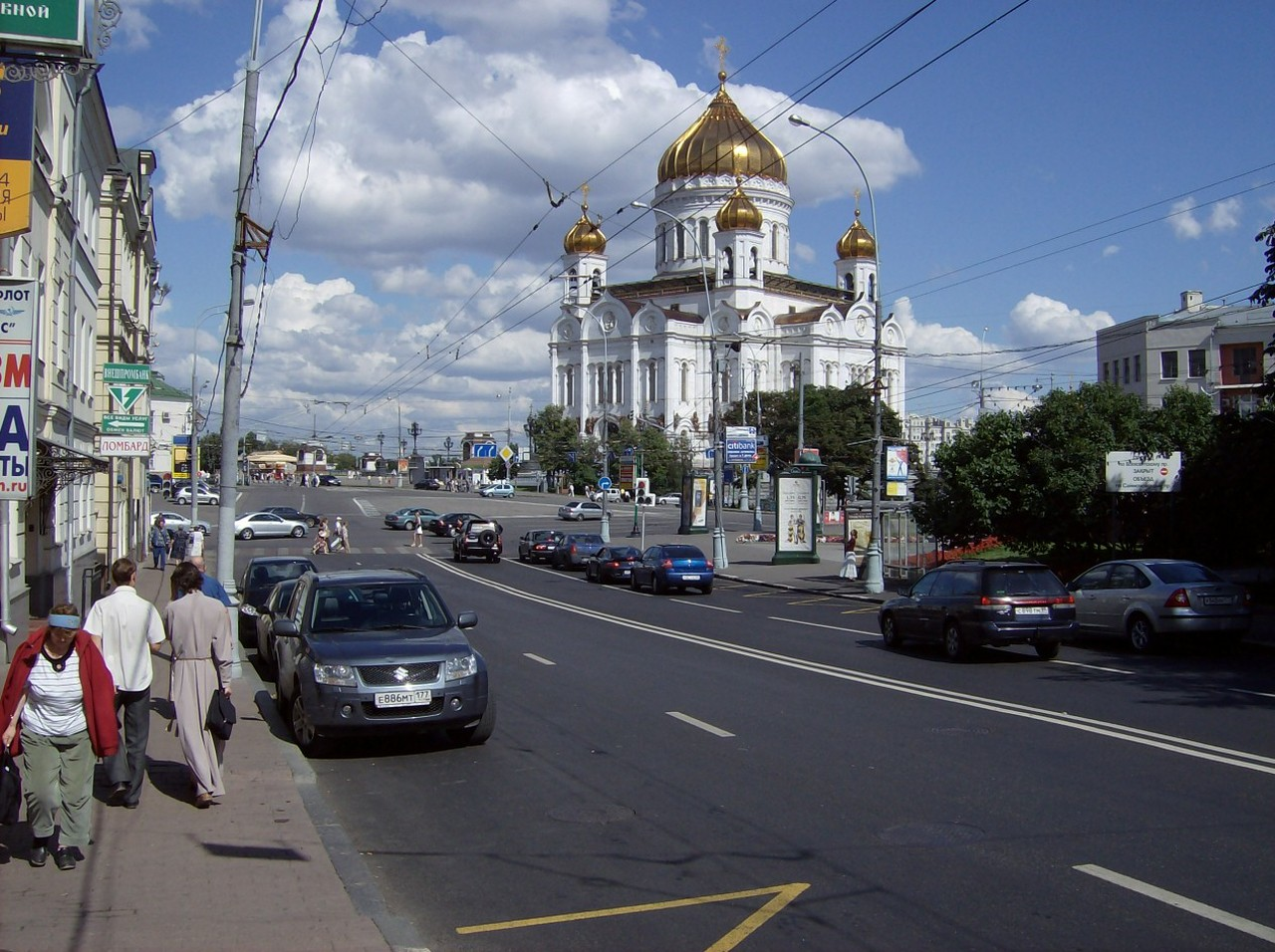
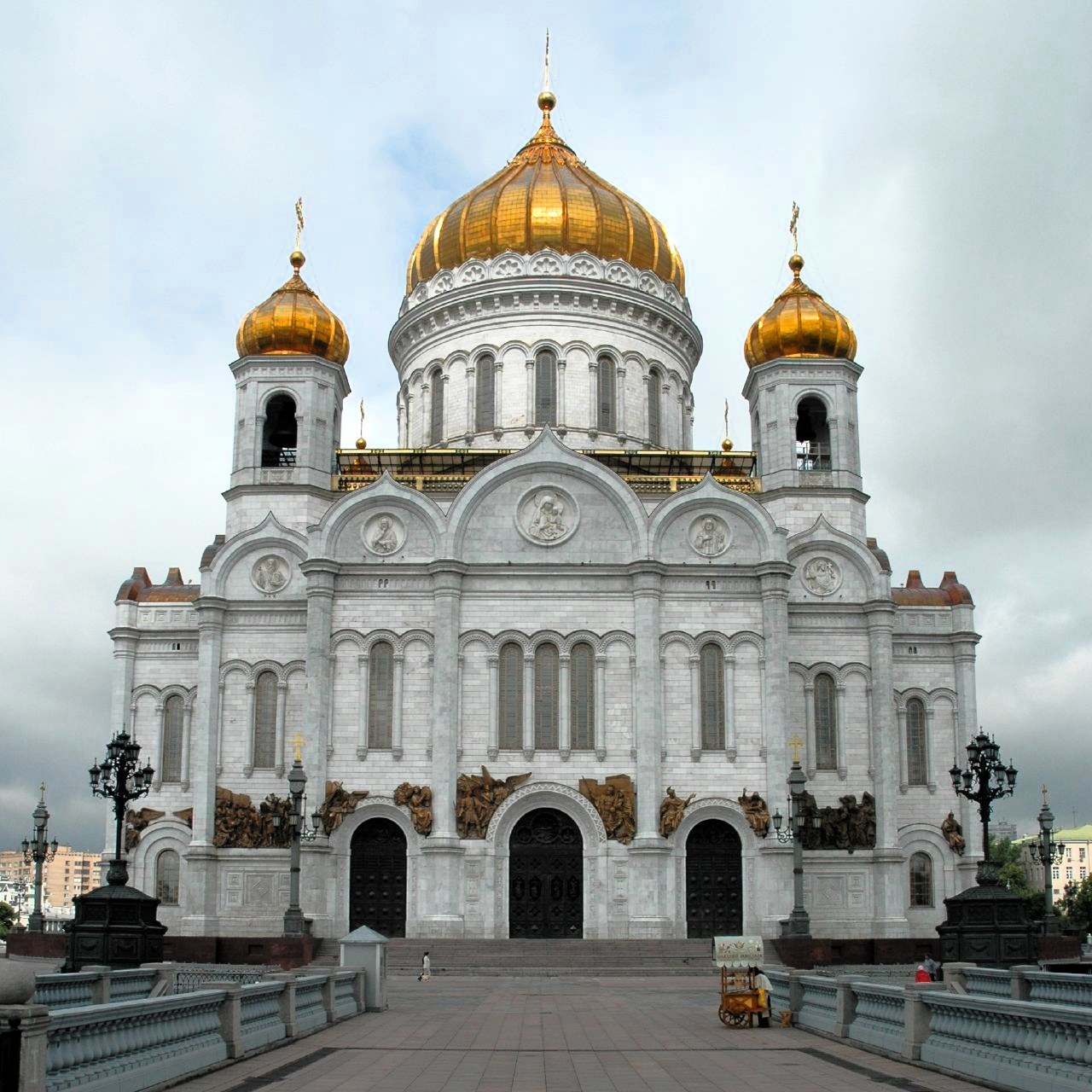
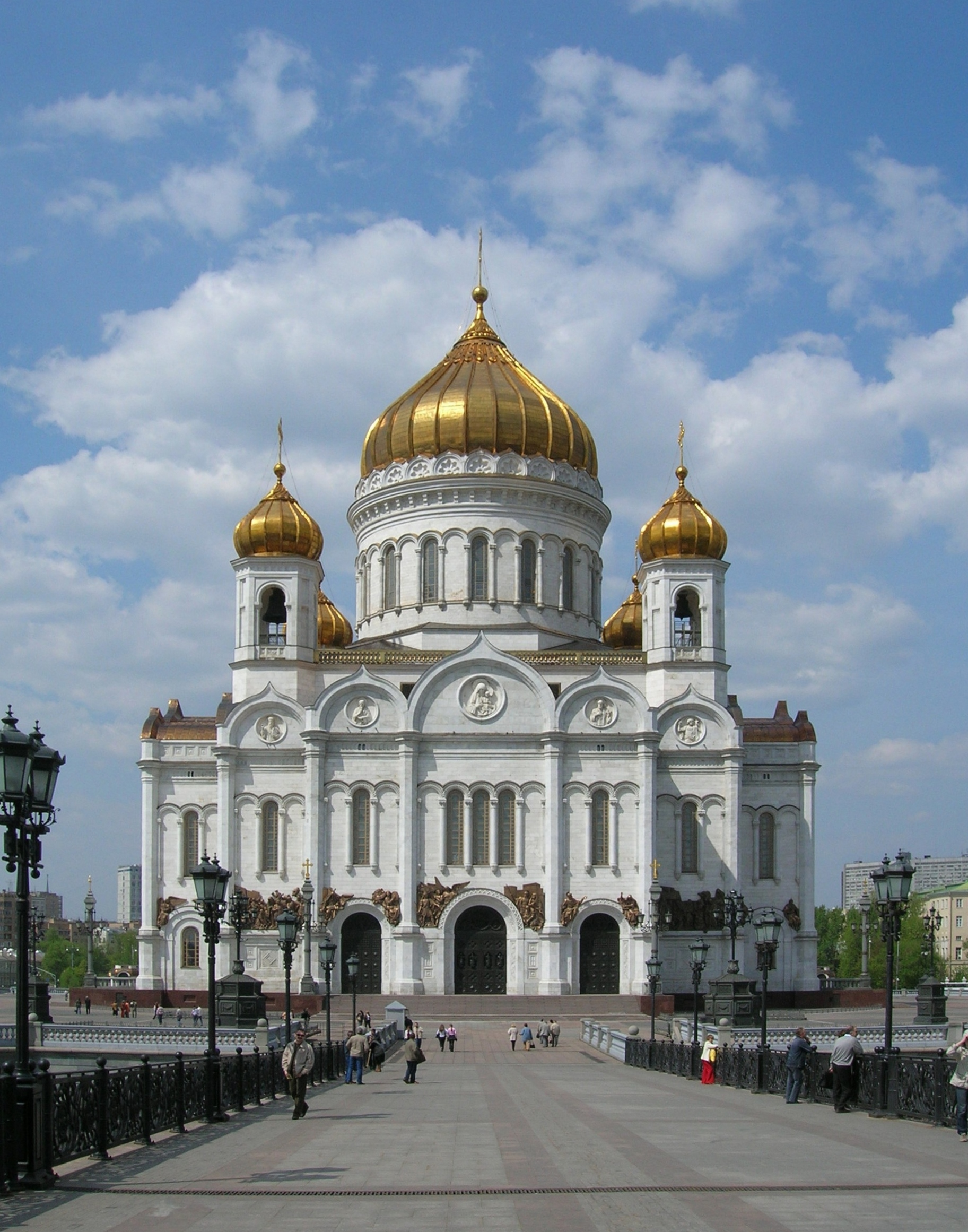
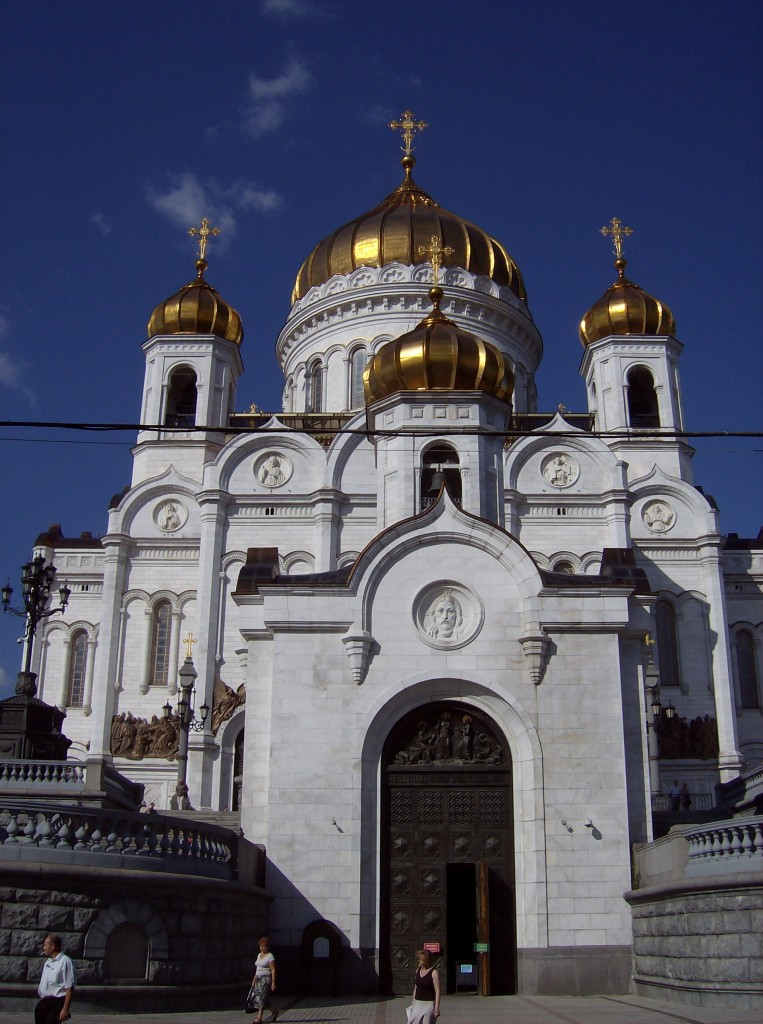
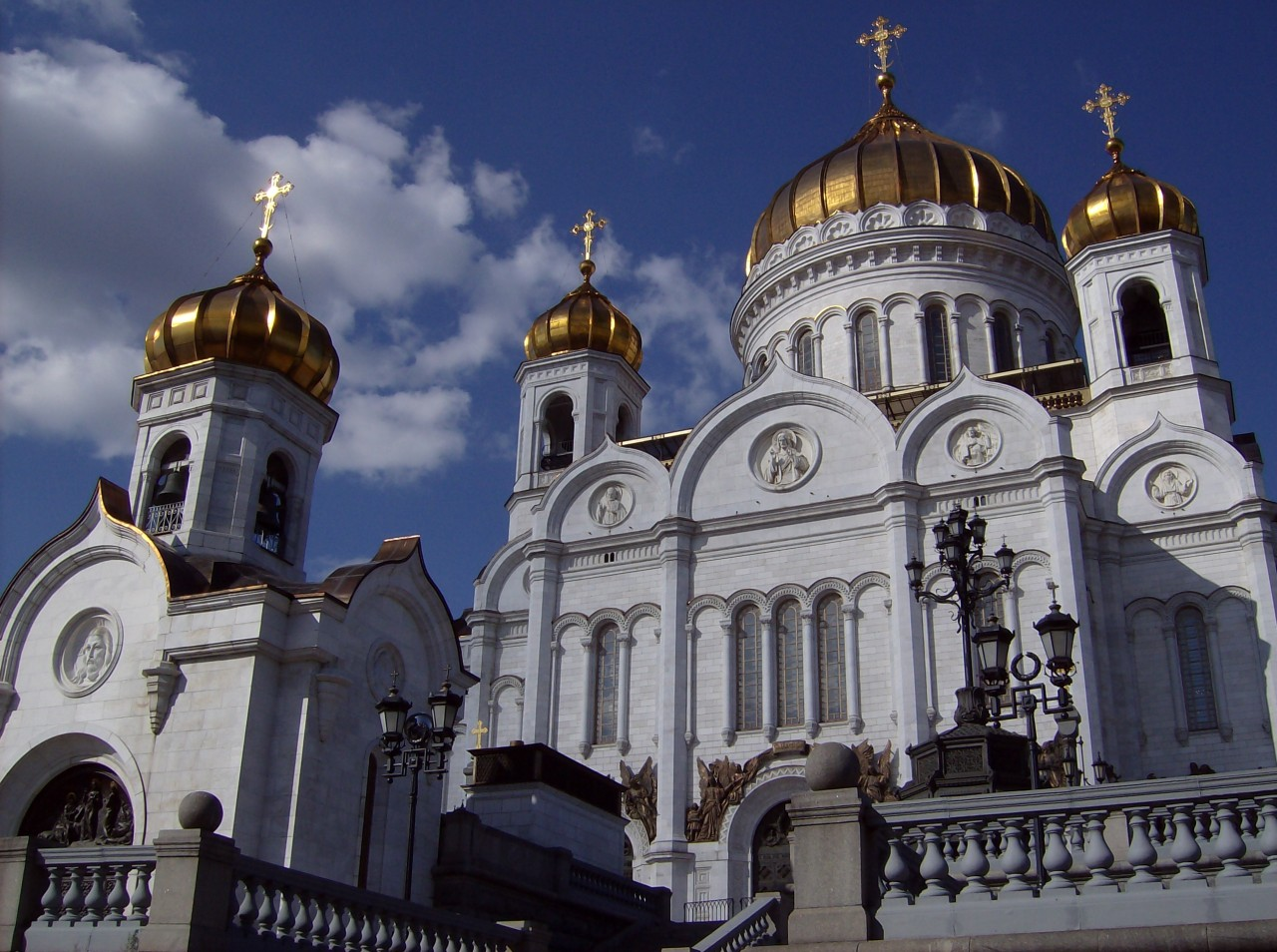
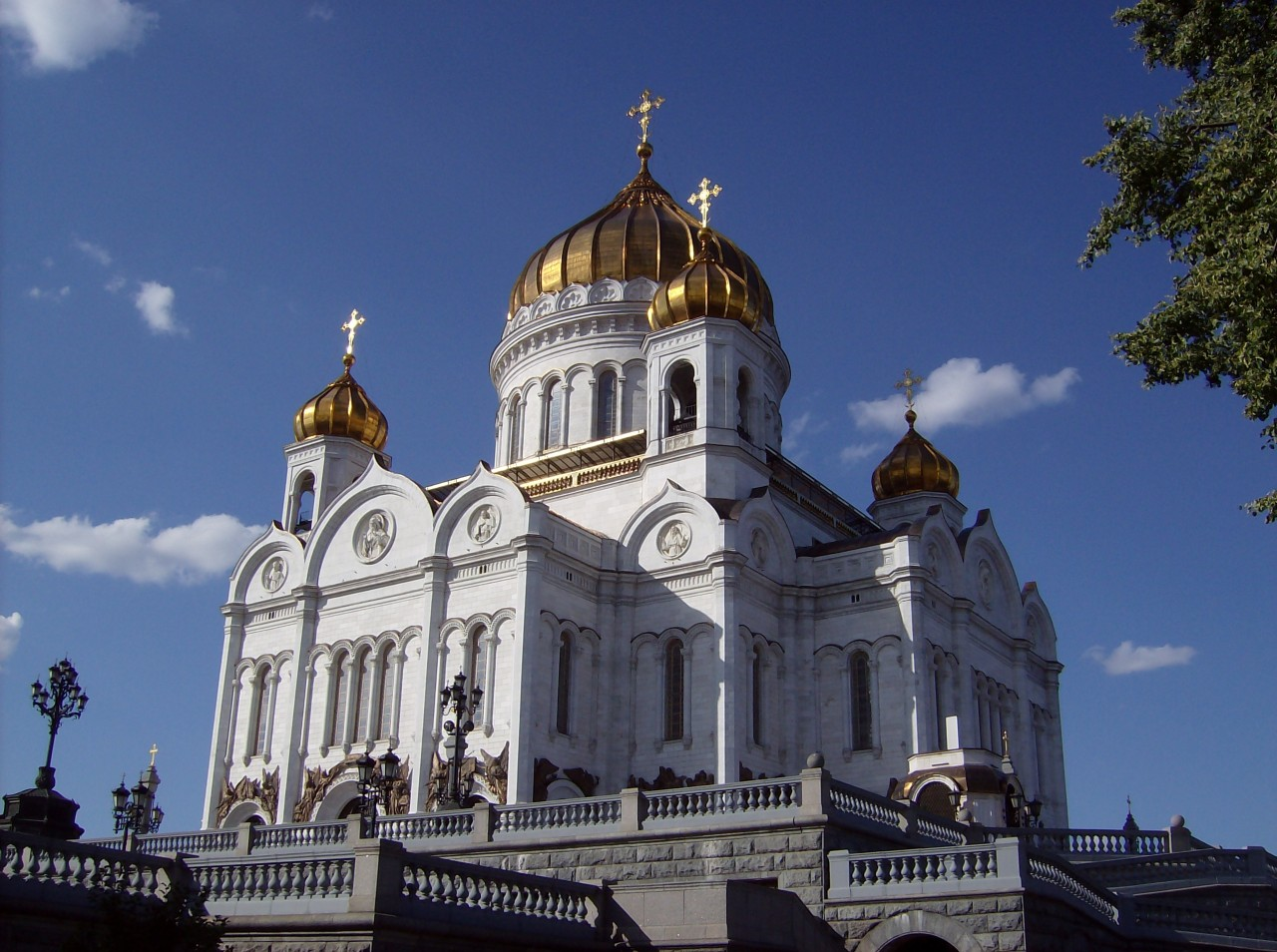
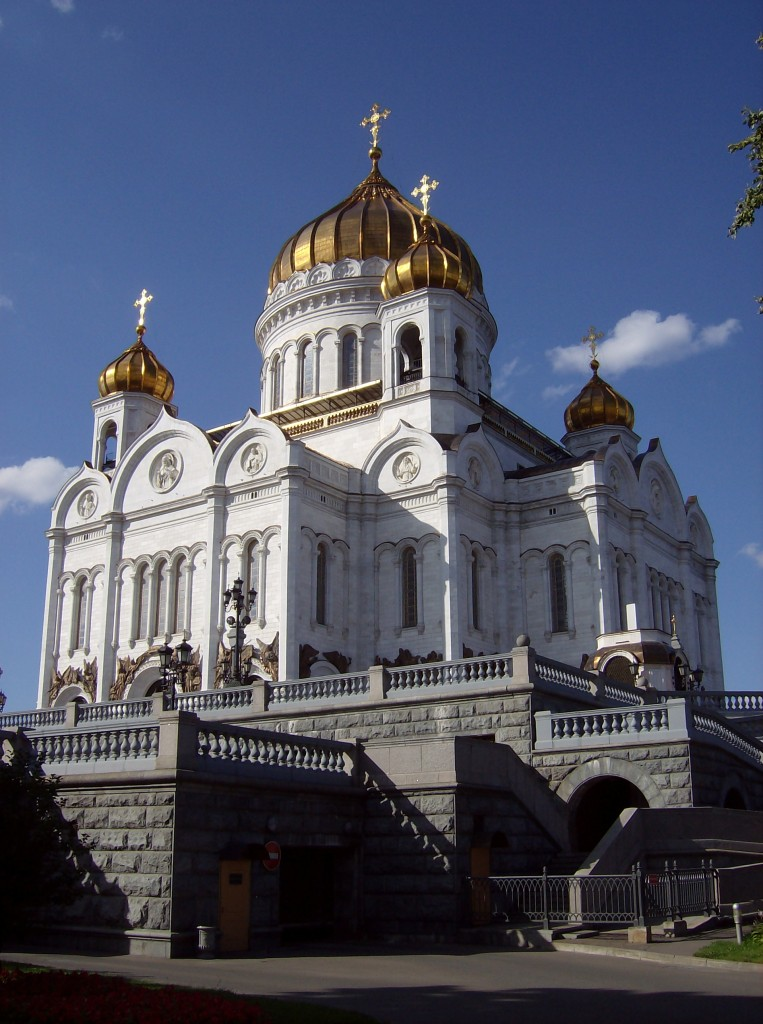
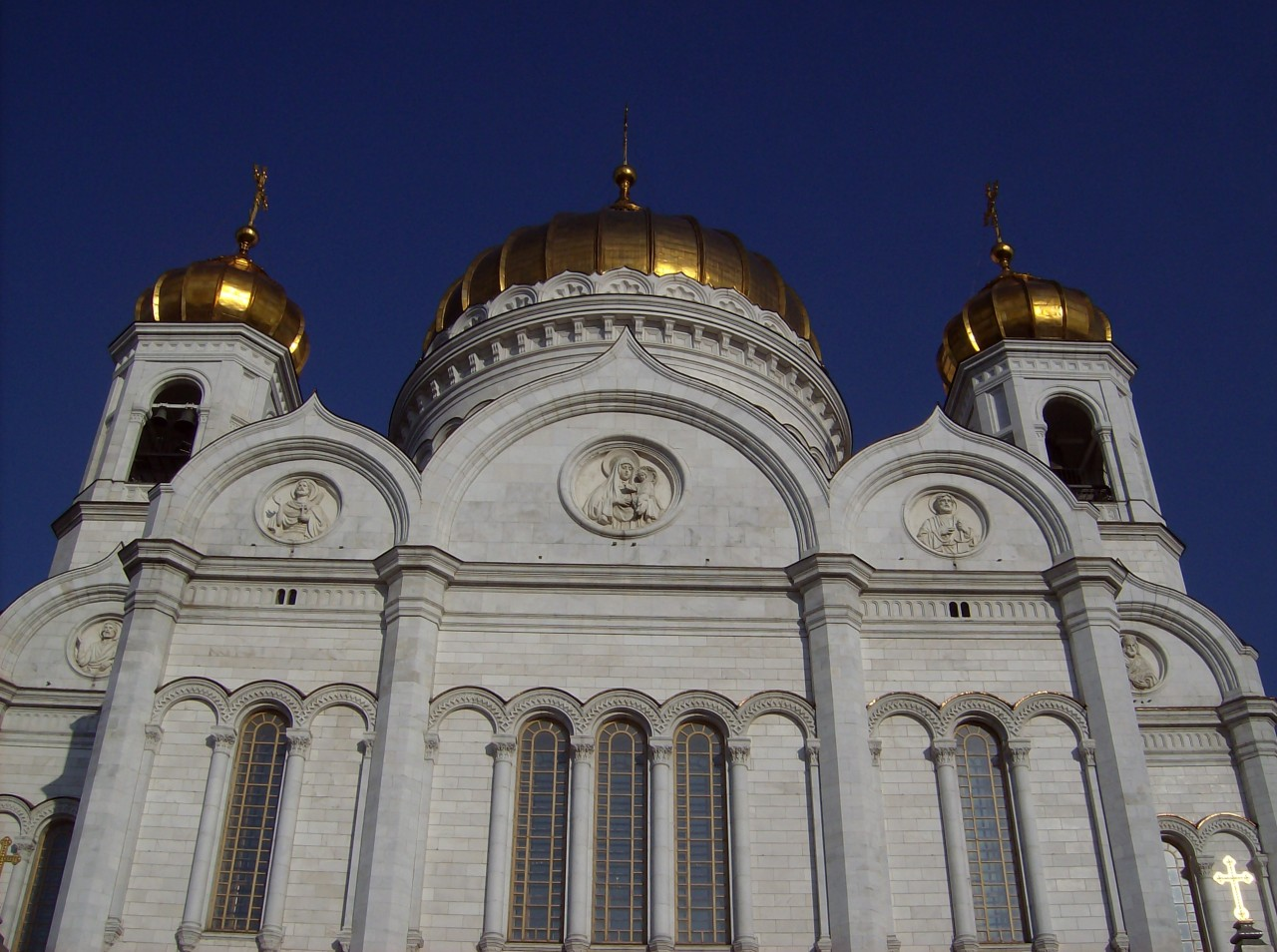
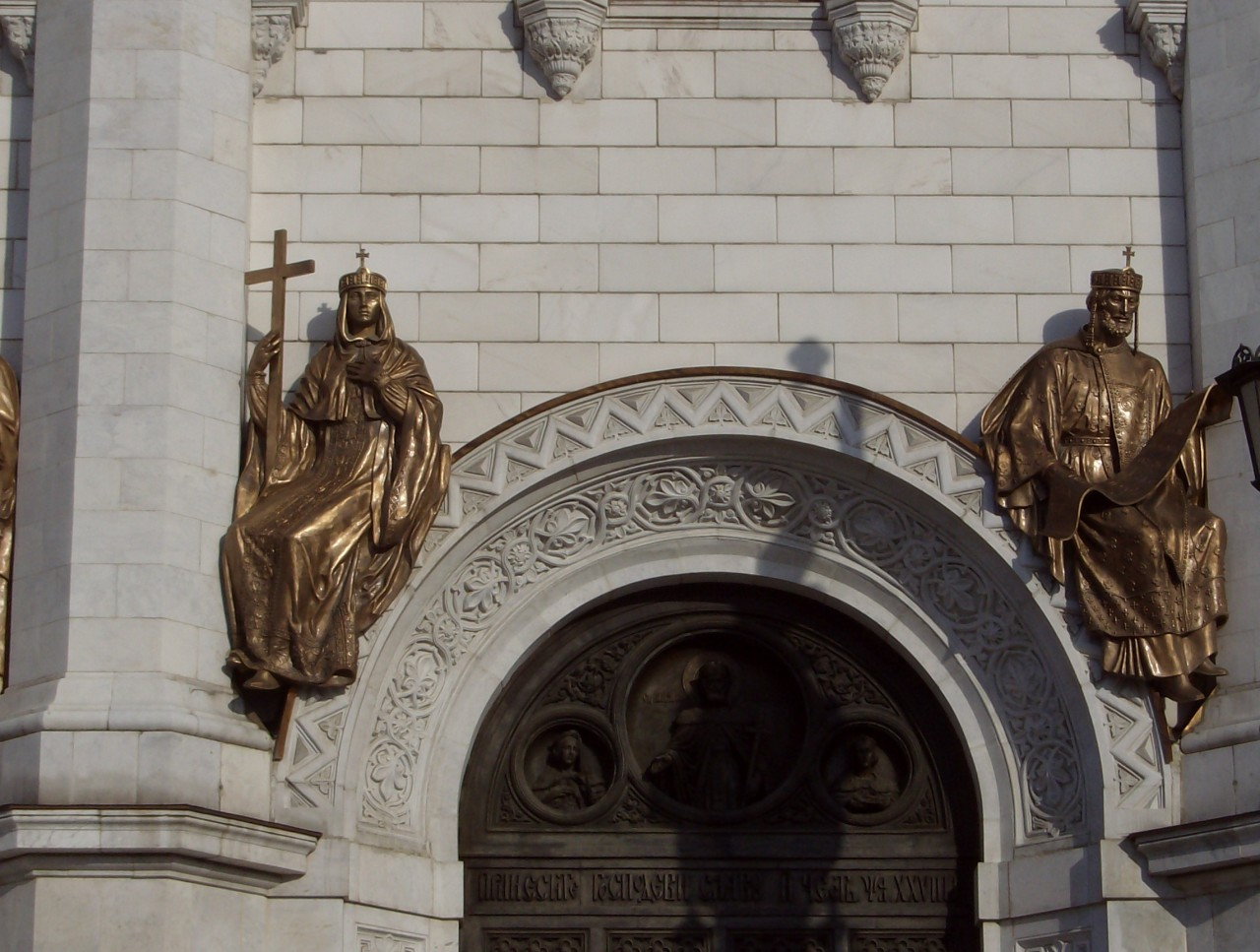
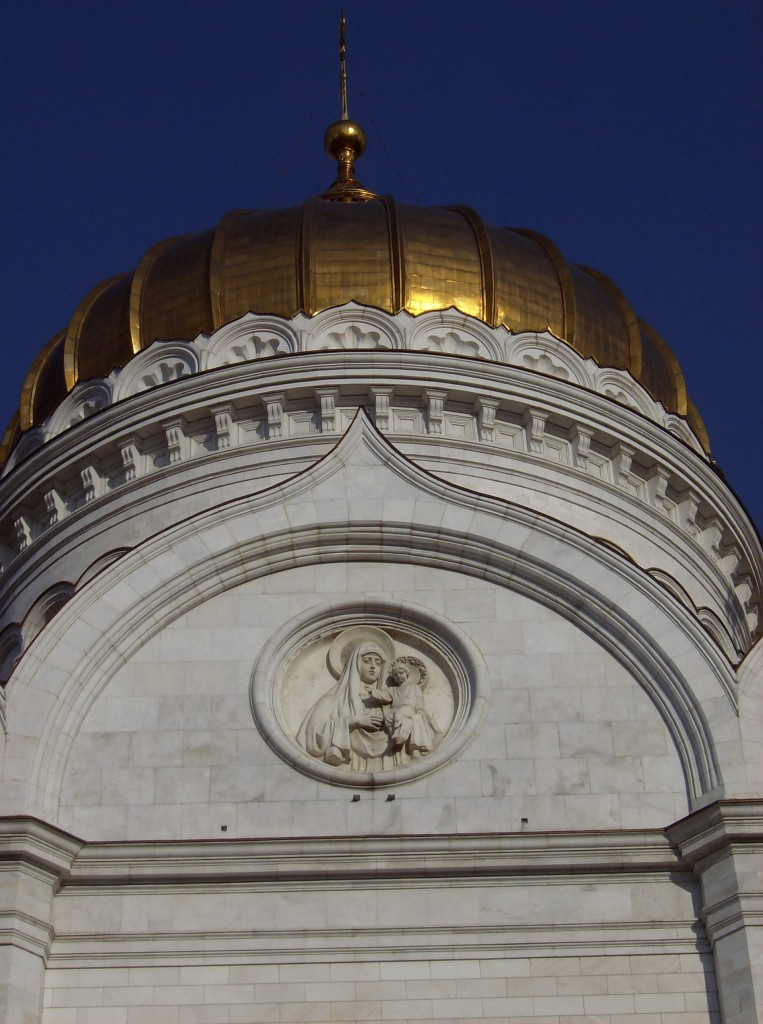
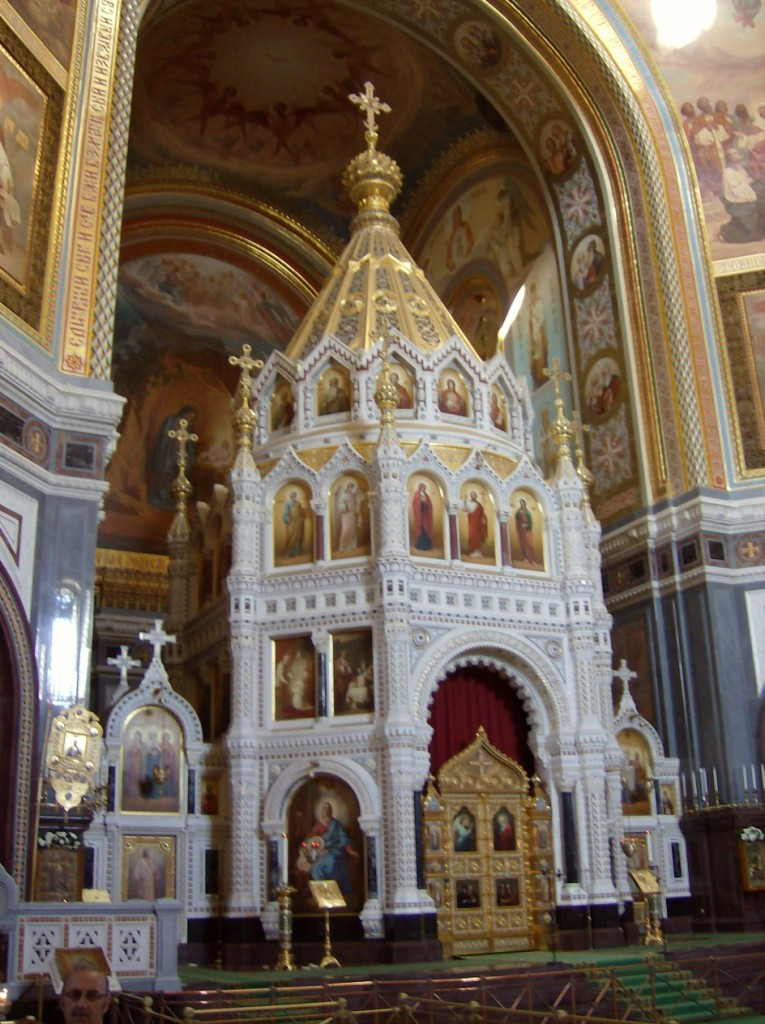
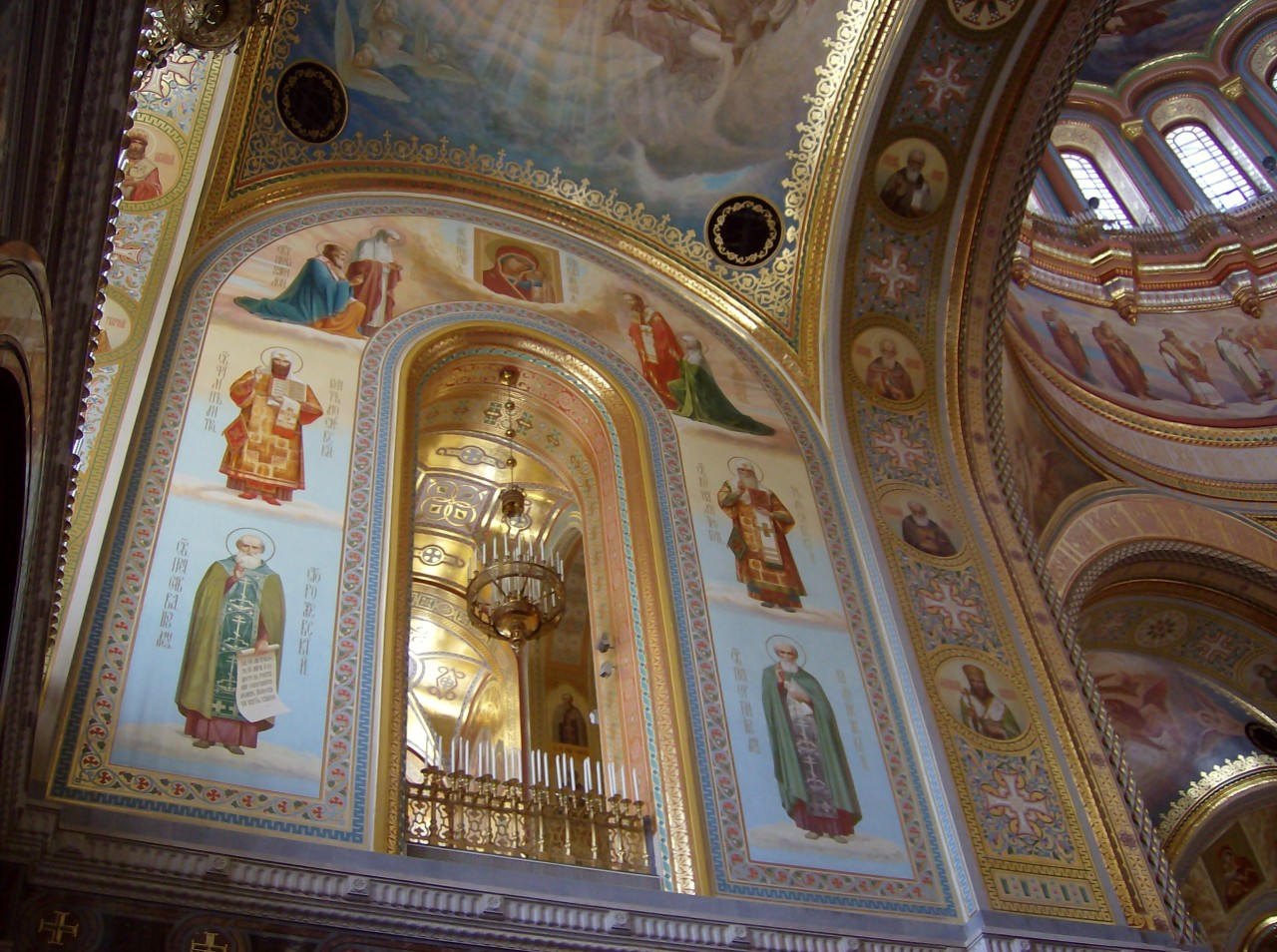
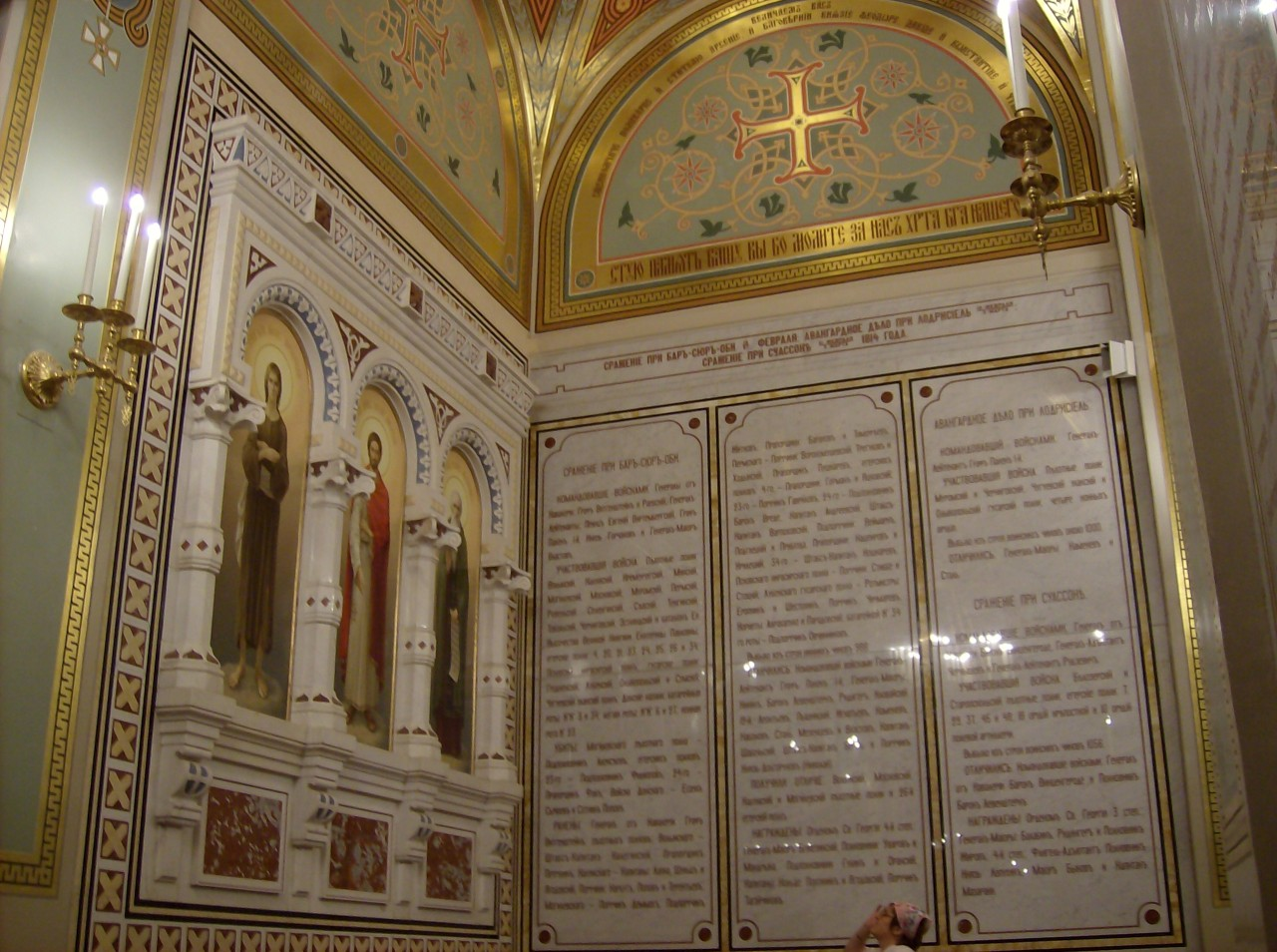